# Photedes africana
Photedes africana är en fjärilsart som beskrevs av Charles Oberthür. Photedes africana ingår i släktet Photedes och familjen nattflyn. Inga underarter finns listade i Catalogue of Life.